# Sant Julià de Sant Mori
Sant Julià de Sant Mori és una construcció religiosa del municipi de Sant Mori (Alt Empordà) inclosa en l'Inventari del Patrimoni Arquitectònic de Catalunya i enganxada al Mas Sala.

## Descripció
Situat al sud del nucli urbà de la població de Sant Mori, a mig quilòmetre de distància del poble i a tocar el marge esquerre de la carretera GI-631, que dona accés a la població.
Edifici de planta més o menys rectangular, format per quatre cossos adossats. Les restes de l'antiga església de Sant Julià corresponen al cos adossat a l'extrem de llevant del mas. En concret es conserva tot l'absis i un fragment de la nau del temple. L'absis, que es conserva sencer, és de planta trapezoïdal, està cobert amb volta de ferradura i presenta una única finestra al mur de capçalera, d'arc de ferradura també i d'un sol biaix, tot i exteriorment modificada. De la nau només es conserva el seu extrem oriental, tot i que força transformat. La volta que la cobria fou destruïda, però encara es conserva l'arc triomfal d'entrada al presbiteri, més ample que els muntants on es recolza, marcant així una forma clara de ferradura. Aquesta part de la construcció presenta coberta de teula de dues vessants, amb encanyissada a l'interior.
La resta de l'edifici correspon al mas Sala. Està cobert amb teulada de doble vessant i distribuït en planta baixa i pis. Les obertures són rectangulars, les més antigues emmarcades amb carreus de pedra, amb les llindes planes i els ampits motllurats. Es concentren a la part de llevant de la construcció. Destaquen les obertures de la façana de ponent, amb les llindes formades per grans lloses de pissarra, tot i que algunes d'elles modificades. Destaca també un gran contrafort al mig del parament. A la façana sud hi ha diverses finestres amb l'emmarcament d'obra motllurat, les quals han estat modificades, i un portal d'accés a l'interior d'arc rebaixat. Per acabar, cal mencionar dues obertures d'arc de mig punt i doble esqueixada, localitzades al mur de tanca nord del conjunt. Podrien haver format part d'un edifici annex a l'església.
La construcció és bastida amb pedra sense desbastar i còdols, lligat amb morter de calç. A les cantonades hi ha pedres desbastades.

## Història
Restes d'una església preromànica dels segles VIII-IX, on posteriorment es construí adossat el Mas Sala. Això fa suposar que durant l'Alta Edat Mitjana Sant Mori era un lloc habitat format possiblement per masies escampades. A la banda nord de la masia hi quedà integrat un fragment de construcció romànica dels segles xi i xii. Segons els historiadors aquesta podria ser una antiga cel·la monàstica annexa, de la qual no s'ha conservat documentació.
Hom creu que la capella va estar en actiu fins, possiblement el segle xviii, donat que l'única documentació escrita que es troba, datada el 24 d'abril de 1828, ens parla de la "capilla de Sant Julián (...) por relación del párroco está esta inutilizada, sin ara ni tejado".
L'any 1993 es va endegar un projecte de restauració de l'església de San Julià, avui en dia integrada al Mas Sala. Aquest projecte va ser possible gràcies a la participació del Departament de Cultura de la Generalitat de Catalunya, la Diputació de Girona i els mateixos propietaris de la finca. El projecte va ser dirigit per l'arquitecte Ramon M. Castells i Llavanera i les obres varen ser dutes a terme per l'empresa Construccions Sant Mori C. B., de Sant Mori.
Aquestes consistiren en la restauració de l'absis -fins aquell moment emprat com a pallissa del mas-, recuperant el nivell inicial de la coberta i consolidant la volta d'aquest. També es varen buidar totes les obertures originals tapiades i es consolidaren el conjunt dels murs de suport del temple. Quant a la nau, es va renovar totalment la coberta amb elements estructurals metàl·lics que suporten els taulers laminats xapats de fusta que serveixen d'acabat interior i de base de suport del nou teulat. Per acabar, es varen reparar les diferents esquerdes que afectaven els panys dels murs.